# Asdingi
Sono denominati Asdingi o Hastingi (dal nome della casata principale) i Vandali delle tribù meridionali, situate originariamente in un territorio appartenente all'attuale Polonia meridionale. Alcuni storici ritengono siano da identificarsi anche con la popolazione dei Vittovali.
Al tempo delle Guerre marcomanniche, sotto l'impero di Marco Aurelio, si trovavano nell'alta piana del fiume Tibisco. In seguito migrarono verso sud-ovest, prima nell'attuale Ungheria e poi nella Slovacchia orientale. 
Queste, insieme alle altre tribù vandale, presero parte alle ondate migratorie che invasero l'Impero romano all'inizio del V secolo, spostandosi dapprima nella Penisola iberica ed, infine, nel Nordafrica.  
I condottieri delle tribù degli Asdingi rappresentarono anche la più importante dinastia reale dei Vandali. A loro è attribuita la conquista della parte settentrionale dell'Africa e la creazione del Regno dei Vandali.